# Історія майбутнього
Історія майбутнього (англ. Future history) — в науковій фантастиці хронологія майбутніх подій, як правило у формі циклів творів або окремих творів. Зазвичай «історії майбутнього» представляють строки від сотень і тисяч до мільйонів років.
Вважається, що термін «історія майбутнього» був введений в обіг Джоном В. Кемпбеллом-молодшим, редактором журналу «Astounding Science Fiction», в 1941 році для твору Роберта Хайнлайна під такою ж назвою — «Історія майбутнього». Першим автором, стосовно творчості якого застосовне визначення «історія майбутнього», вважається Ніл Рональд Джонс.

## Відомі історії майбутнього

### Олаф Стейплдон
Його романи «Останні і перші люди» (1930) та «Творець зірок» (1937) вважаються одними з перших і наймасштабніших прикладів історії майбутнього. Перший роман описує підйоми і падіння різних видів людей впродовж 2 млрд. років. Другий — історію всього Всесвіту впродовж 100 млрд.

### Айзек Азімов
У його творах, які спочатку були окремими оповіданнями та книгами, простежується наскрізна історія майбутнього, яка охоплює період у 20000 років, від початку ери космічних польотів, до Падіння Тренторіанскої Імперії та створення Першого і Другого Заснувань. До таких творів належать:
- Серія про роботів. «Все про роботів» (1982), «Сталеві печери» (1954), «Оголене сонце» (1957), «Роботи світанку» (1983) і «Роботи та Імперія» (1983);
- Серія про Галактичну імперію. «Зорі немов пил» (1951), «Космічні течії» (1952), «Камінь у небі» (1950);
- Серія про Фундацію. «Прелюдія до Фундації» (1988), «На шляху до Фундації» (1993), «Фундація » (1951), «Фундація» був продовжений іншими авторами.

Окремою історією майбутнього у Азімова називають роман «Кінець Вічності», тому що в ньому описується людство в різні часові періоди на сотні і тисячі років вперед, хоча життя людства в майбутньому і не відноситься до головної сюжетної лінії.

### Роберт Гайнлайн
«Історія майбутнього» (1939-1963) — цикл творів Роберта Хайнлайна, який охоплює майбутнє людства від середини XX століття до початку XXIII. Для циклу Хайнлайн намалював спеціальну таблицю з хронологією всіх творів та відмітками про важливі події в них. Саме щодо нього Джон Кемпбелл ввів термін «історія майбутнього».

### Пол Андерсон
В основу історії майбутнього Пола Андерсона в першу чергу лягли його серії романів «Зоряні торговці» (1958–1977) і «Терранська імперія» (також відомий як «Домінік Фландрі»), і ряд окремих творів. Його історія майбутнього охоплює близько 5000 років розвитку людської цивілізації.

### Брати Стругацькі
«Світ Полудня», який, однак, не має єдино визначеної хронології. Описує історію людства з кінця XX (Країна багряних хмар) по XXIII століття (Мемуари Максима Каммерера). В ньому відбувається й еволюція людей в Люденів.

### Френк Герберт
Цикл романів про планету Арракіс (Дюна), що починається романом «Дюна», описує історію майбутнього цивілізації протягом більше, ніж 15000 років.

### Дугал Діксон
Він описує еволюцію людини та природи у своїх книгах «Людина після людини: Антропологія майбутнього» (1990) та «Після людини: Зоологія майбутнього» (1981), протягом 5 млн. та 50 млн. років відповідно. За псевдодокументальним фільмом «Дике майбутнє» (2002), ним у співавторстві з Джоном Адамсом була написана однойменна книжка.

### Кліффорд Сімак
Науково-фантастичний роман «Місто» (1952, остання глава додана в 1973). У книзі описується розвиток людства протягом декількох тисяч років і подальше його зникнення та розвиток інших розумних видів — мутантів, псів, мурах.

### Немо Рамджет
Книга турецького письменника та художника Мехмета Коземена (псевдонім Немо Рамджет) «Всі Завтра» (All Tomorrows), яка описує розвиток різних видів людей протягом більше, ніж мільярда років.